# 社中
社中（しゃちゅう）は、広義には同じ目的を持つ人々で構成される仲間や組織を指す。狭義においては、茶道や華道、神楽などの同門の師弟で構成される、活動の拠り所となる最小単位を社中と呼ぶ。

## 用例
歴史的な用例としては「蛮学社中」を略した蛮社の獄や、坂本龍馬が中心になった亀山社中などがある。

## 茶道における社中
茶道の社中は通常一人の先生とその弟子、または生徒で構成され、茶道を習う人は少なくとも一つの社中に属する。部活動やカルチャースクールの講座など、社中と名乗らない組織も正式な指導者がいれば社中に含まれる。社中では、先生の持つ許状を通して社中のメンバーに特定流派の構成員としてのアイデンティティが与えられる。指導者となる先生は社中を運営する過程で家元と自らの繋がりを深めていく。
茶道は学ぶべき事柄が無限にあるといわれ、その深度や方向性は社中によって異なる。先生を含め、一人の人間が複数の社中に属する事も珍しくはない。修練者は、より満足できる環境を求めて社中から社中へ移動することも可能である。